# 三重県道30号嬉野美杉線
三重県道30号嬉野美杉線（みえけんどう30ごう うれしのみすぎせん）は、三重県松阪市から津市に至る主要地方道（三重県道）である。山間部を通る。

## 概要

### 路線データ
2016年（平成28年）4月1日現在。
- 起点：松阪市嬉野中川新町四丁目（伊勢中川駅西交差点）
  - 旧住所表記：松阪市嬉野中川町字樋口72番地の4[1][3]
- 終点：津市美杉町上多気字上沖596番の7[1][3]（上多気交差点）
- 総延長：28.3691km[1]
- 実延長：28.1725 km[1]
- 重用延長：196.6m[1]
- 橋梁：58本（総延長：623.0m）[1]

## 歴史
- 1959年（昭和34年）1月25日 - 三重県道666号八知嬉野線として路線認定される[4]。
- 1971年（昭和46年）6月26日 - 建設省（現・国土交通省）が主要地方道嬉野飯高線を指定[5]。
- 1972年（昭和47年）3月31日 - 三重県道666号八知嬉野線が廃止され[6]、三重県道30号嬉野飯高線が認定される[7]。
- 1993年（平成5年）5月11日 - 建設省から、主要県道嬉野飯高線の一部が嬉野美杉線として主要地方道に指定される[8]。
- 1994年（平成6年）4月1日 - 三重県道30号嬉野飯高線が廃止され[9]、三重県道30号嬉野美杉線が認定される[10]。

## 路線状況

### 重複区間
- 三重県道580号白山小津線（松阪市嬉野下之庄町 - 松阪市嬉野八田町（須太橋東交差点 - 島田橋南交差点）
- 三重県道29号松阪青山線（松阪市嬉野小原町 地内）
- 三重県道666号八知下多気一志線（津市美杉町下多気）

### 交通規制
以下の区間で雨量による交通規制が実施される。
- 松阪市嬉野矢下町 - 松阪市嬉野小原町（約6.6 km）[11]
  - 時間雨量35mm/hまたは連続雨量120mmで通行止め

### 通行上の課題
三重県道30号は松阪市嬉野下之庄町の下之庄交差点が国土交通省によって「事故危険箇所」として指摘されているほか、松阪市と津市の境界付近は普通自動車での走行は実質不可能なほどの狭隘な道路となっている。このため、道路の改良工事が進められ、順次供用が開始されている。
- 2001年（平成13年）1月19日：松阪市嬉野上小川町字下川原地内[13]（当時の一志郡嬉野町大字上小川字下川原）で供用開始。
- 2008年（平成20年）3月28日：松阪市嬉野小川町内[14]で供用開始。

### 利用状況
交通量
| 地点             | 平日12時間        | 平日24時間        |
| 地点             | 2005年度⇒2010年度 | 2005年度⇒2010年度 |
| 津市美杉町上多気 | 747台⇒640台       | 979台⇒813台       |

## 地理

### 通過する自治体
- 松阪市
- 津市

### 交差する道路
- 三重県道24号松阪久居線・三重県道413号嬉野津線（起点）
- 三重県道580号白山小津線（松阪市嬉野下之庄町）
- 三重県道58号松阪一志線（松阪市嬉野下之庄町）
- 三重県道67号一志嬉野線（三重県道580号白山小津線 重複）（松阪市嬉野八田町・島田橋南交差点）
- 三重県道45号合ヶ野松阪線（松阪市嬉野小原町）
- 三重県道29号松阪青山線（松阪市嬉野小原町）
- 三重県道29号松阪青山線（松阪市嬉野小原町）
- 三重県道43号一志美杉線（津市美杉町下多気）
- 三重県道666号八知下多気一志線（津市美杉町下多気）
- 国道368号・国道422号（終点）

### 沿線
- Aコープうれしの店
- 松阪市立豊地小学校
- 天白遺跡
- 松阪市役所嬉野地域振興局
  - 中郷出張所
  - 宇気郷出張所
- 北畠神社
  - 北畠氏居館跡
  - 北畠氏庭園
- 霧山城跡
- 津市役所美杉総合支所多気出張所
- 津市美杉ふるさと資料館
- 道の駅美杉（終点付近、国道368号経由）

## 参考資料
- 『県別マップル24 三重県道路地図』（昭文社、2009年3版1刷発行、ISBN 978-4-398-62474-1 、50,51,67ページ）
- 『路線認定調書 平成28年4月1日』三重県、2016年、94頁。